# سیتانو کالیل
سیتانو کالیل بازیکن فوتبال اهل برزیل است 